# Bocage

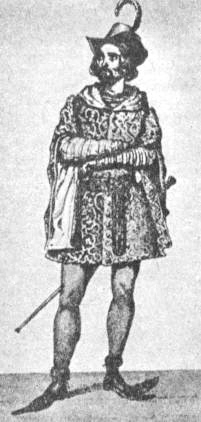
Bocage som Buridan i Dumas La Tour de Nesle, 1831.

Bocage, egentligen Pierre Tousez, född 11 november 1799 och död 30 augusti 1863, var en fransk skådespelare.
Bocage spelade först i landsorten och därefter på de flesta Parisscener, även Théâtre français och Odéon, där han 1845-48 var direktör. Bocage lyckades först så småningom övertyga om sin talang, men blev sedan ytterst populär som den romantiska skolans demoniskt betonade hjälte.